# Il cielo non mi basta
Il cielo non mi basta è un singolo della cantante italiana Lodovica Comello, pubblicato l'8 febbraio 2017.

## Descrizione
Il brano è stato scritto da Federica Abbate, Dimartino, Dardust e Fabrizio Ferraguzzo ed è stato presentato dalla cantante in occasione della sua partecipazione al Festival di Sanremo 2017, dove si è classificata dodicesima al termine della manifestazione.

## Video musicale
Il video è stato reso disponibile lo stesso giorno del singolo ed è stato diretto da Tomas Goldschmidt, marito di Comello.

## Tracce
Testi e musiche di Antonio Di Martino, Federica Abbate, Dario Faini, Fabrizio Ferraguzzo.
1. Il cielo non mi basta – 3:06

## Classifiche
| Classifica (2017) | Posizione massima |
| ----------------- | ----------------- |
| Italia            | 37                |